# Taylor Ellis-Watson
Taylor Ellis-Watson (6 de maio de 1993) é uma velocista estadunidense, campeã olímpica.

## Carreira
Taylor Ellis-Watson competiu na Rio 2016, conquistando a medalha de ouro no revezamento 4x400m, correndo apenas a bateria eliminatória. 